# Draft WNBA 2022
2021 2023
La draft WNBA 2022 est la cérémonie annuelle de la draft WNBA lors de laquelle les franchises de la WNBA choisissent les joueuses dont elles pourront négocier les droits d’engagement. Les joueuses disputant leur première saison professionnelle sont appelées rookies.
Le choix s'opère dans un ordre déterminé par le classement de la saison précédente, les équipes les plus mal classées sur les deux dernières saisons obtenant les premiers choix.

## Règles d'éligibilité
En vertu de la convention collective actuelle (CBA) entre la WNBA et son syndicat de joueuses, l'éligibilité à la draft pour les joueuses non définis comme "internationaux" exige que ce qui suit soit:
- Le 22e anniversaire de la joueuse tombe pendant l'année civile de la draft. Pour cet draft, la date limite de naissance est le 31 décembre 2001.
- Elle doit avoir :
  - Terminé son admissibilité à l'université;
  - Obtenu un diplôme de premier cycle ou doit le recevoir dans les trois mois après la draft;
  - Etre retiré d’au moins 4 ans de l’obtention du diplôme d’études secondaires.

Une joueuse qui doit obtenir son diplôme de premier cycle dans les 3 mois suivant la date de la draft et qui est plus jeune que l’âge limite, n’est admissible que si l’année civile de la draft n’est pas antérieure à la quatrième année après l’obtention de son diplôme d’études secondaires.
Les joueuses dont l’admissibilité au collège est maintenue et qui atteignent l’âge limite doivent informer le siège social de la WNBA de leur intention de participer à la draft au plus tard 10 jours avant la date de la draft et doivent renoncer à toute admissibilité au collège pour le faire. Un calendrier de notification séparé est prévu pour les joueuses impliqués dans les tournois d’après-saison (notamment le tournoi de la division I de la NCAA); ces joueuses (normalement) doivent se déclarer pour la draft dans les 24 heures suivant leur match final.
Les "joueuses internationaux" sont définis comme ceux pour qui toutes les affirmations suivantes sont vraies:
- Né et résidant actuellement à l’extérieur des États-Unis.
- N'a jamais "exercé l’éligibilité au basketball interuniversitaire" aux États-Unis.

Pour les "joueuses internationaux", l'âge d'éligibilité est de 20 ans, également mesuré au 31 décembre de l'année de la draft.

## Loterie de la draft
| Équipe                      | Bilan 2020-2021 | Bilan 2021 | Chances à la loterie | Choix | Choix | Choix | Choix | Choix |
| Équipe                      | Bilan 2020-2021 | Bilan 2021 | Chances à la loterie | 1er   | 2e    | 3e    | 4e    |       |
| --------------------------- | --------------- | ---------- | -------------------- | ----- | ----- | ----- | ----- | ----- |
| Fever de l'Indiana          | 12–42           | 6-26       | 44,2 %               |       |       |       |       |       |
| Dream d'Atlanta             | 15–39           | 8-24       | 27,6 %               |       |       |       |       |       |
| Mystics de Washington       | 21–33           | 12-20      | 17,8%                |       |       |       |       |       |
| Sparks de Los Angeles       | 27–27           | 12-20      | 10,4 %               |       |       |       |       |       |
| en jaune l’équipe désignée. |                 |            |                      |       |       |       |       |       |

La 22e loterie de la draft  WNBA se tient le 19 décembre 2021 et voit les Mystics de Washington obtenir le premier choix pour la seconde fois de leur histoire.

## Transactions
Le 10 février 2021, Natasha Howard est transférée par le Storm de Seattle au Liberty de New York contre leur premier choix de la draft 2021 leur second tour de la draft WNBA 2022 ainsi que le premier tour de la draft 2022 de Phoenix. Le premier choix 2022 du Mercury avait été envoyé au Lynx contre Mikiah Herbert-Harrigan et le premier choix de la draft WNBA 2021 envoyé à Dallas contre Katie Lou Samuelson et le deuxième de tour Dallas pour 2022. Le même jour, le Liberty acquiert le 6e choix de la draft 2021 WNBA et le premier de la draft 2022 du Mercury contre Kia Nurse et Megan Walker.
Le 9 février 2021, le Sky de Chicago acquiert le the 16e choix des Wings de Dallas contre le deuxième tour de la draft 2022.
Le 15 février 2021, le Fever acquiert aux Aces Lindsay Allen et le 24e choix de la draft 2021 contre leur 14e choix de 2021. Le Fever transfère son deuxième tour de la draft 2022 WNBA au Lynx contre leur premier et troisième tours de 2022 draft, Odyssey Sims et les droits exclusifs de Temi Fagbenle.
Le 14 avril 2021, les Wings échangent leur premier tour de la draft 2022 contre premier tour de la draft 2021 et le deuxième tour de la draft 2022 des Sparks.
Le 2 juin 2021, les Wings de Dallas transfèrent Dana Evans contre le contrat de Shyla Heal, leur troisième tour de la draft 2022 et le droit d'inverser leur premier tour de draft 2022.

## Draft

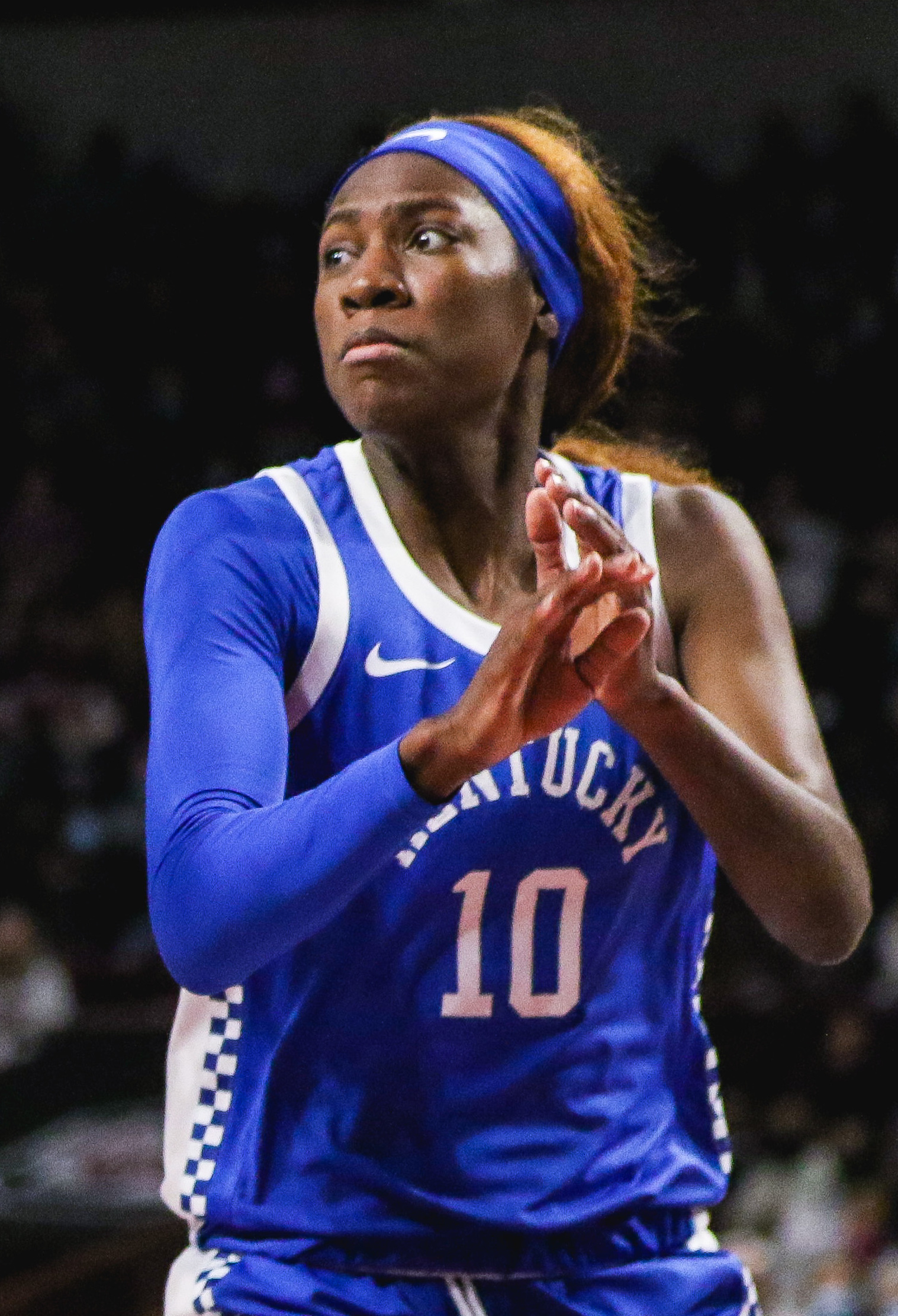
Rhyne Howard, 1er choix de la Draft 2022

### Légende
|   | Signale une joueuse qui a été intronisé au Basketball Hall of Fame                                                         |
|   | Signale une joueuse qui a été sélectionnée pour au moins un match annuel WNBA All-Star Game et une sélection All-WNBA Team |
|   | Signale une joueuse qui a été sélectionnée pour au moins un match annuel WNBA All-Star Game                                |
|   | Signale une joueuse qui a été sélectionnée pour au moins une sélection All-WNBA Team                                       |
| R | Signale la joueuse qui a remporté le titre de WNBA Rookie of the Year                                                      |

### Premier tour
| Choix | Nom                  | Position      | Nationalité | Équipe                                                             | Provenance              |
| ----- | -------------------- | ------------- | ----------- | ------------------------------------------------------------------ | ----------------------- |
| 1     | Rhyne Howard R       | Ailière       | États-Unis  | Dream d'Atlanta (via les Mystics)                                  | Kentucky                |
| 2     | NaLyssa Smith        | Ailière forte | États-Unis  | Fever de l'Indiana                                                 | Baylor                  |
| 3     | Shakira Austin       | Pivot         | États-Unis  | Dream d'Atlanta                                                    | Ole Miss                |
| 4     | Emily Engstler       | Ailière       | États-Unis  | Fever de l'Indiana (des Sparks via les Wings)                      | Louisville              |
| 5     | Nyara Sabally        | Ailière       | Allemagne   | Liberty de New York                                                | Oregon                  |
| 6     | Lexie Hull           | Arrière       | États-Unis  | Fever de l'Indiana (via les Wings)                                 | Stanford                |
| 7     | Veronica Burton (en) | Meneuse       | États-Unis  | Wings de Dallas (du Sky via les Wings et le Fever)                 | Northwestern            |
| 8     | Mya Hollingshed (en) | Ailière       | Porto Rico  | Aces de Las Vegas (du Lynx via le Mercury, le Liberty et le Storm) | Colorado                |
| 9     | Rae Burrell          | Arrière       | États-Unis  | Sparks de Los Angeles (via le Storm)                               | Tennessee               |
| 10    | Queen Egbo (en)      | Pivot         | États-Unis  | Fever de l'Indiana (via le Lynx)                                   | Baylor                  |
| 11    | Kierstan Bell (en)   | Meneuse       | États-Unis  | Aces de Las Vegas                                                  | Florida Gulf Coast (en) |
| 12    | Nia Clouden (en)     | Meneuse       | États-Unis  | Sun du Connecticut                                                 | Michigan State          |

### Deuxième tour
| Choix | Nom                      | Position      | Nationalité | Équipe                                                                  | Provenance     |
| ----- | ------------------------ | ------------- | ----------- | ----------------------------------------------------------------------- | -------------- |
| 13    | Khayla Pointer           | Meneuse       | États-Unis  | Aces de Las Vegas (via le Lynx du Minnesota puis le Fever de l'Indiana) | LSU            |
| 14    | Christyn Williams (en)   | Arrière       | États-Unis  | Mystics de Washington (via le Dream d'Atlanta)                          | Connecticut    |
| 15    | Naz Hillmon (en)         | Ailière forte | États-Unis  | Dream d'Atlanta (via les Sparks de Los Angeles)                         | Michigan       |
| 16    | Kianna Smith (en)        | Meneuse       | États-Unis  | Sparks de Los Angeles (via les Mystics de Washington)                   | Louisville     |
| 17    | Elissa Cunane (en)       | Pivot         | États-Unis  | Storm de Seattle (via le Liberty de New York)                           | NC State       |
| 18    | Lorela Cubaj (en)        | Ailière       | Italie      | Storm de Seattle (via les Wings de Dallas)                              | Georgia Tech   |
| 19    | Olivia Nelson-Ododa (en) | Ailière forte | États-Unis  | Sparks de Los Angeles (via le Sky de Chicago puis les Wings de Dallas)  | Connecticut    |
| 20    | Destanni Henderson (en)  | Meneuse       | États-Unis  | Fever de l'Indiana (via le Mercury de Phoenix)                          | South Carolina |
| 21    | Evina Westbrook (en)     | Meneuse       | États-Unis  | Storm de Seattle                                                        | Connecticut    |
| 22    | Kayla Jones              | Ailière       | États-Unis  | Lynx du Minnesota                                                       | NC State       |
| 23    | Aisha Sheppard (en)      | Meneuse       | États-Unis  | Aces de Las Vegas                                                       | Virginia Tech  |
| 24    | Jordan Lewis             | Meneuse       | États-Unis  | Sun du Connecticut                                                      | Baylor         |

### Troisième tour
| Choix | Nom                       | Position | Nationalité | Équipe                                | Provenance    |
| ----- | ------------------------- | -------- | ----------- | ------------------------------------- | ------------- |
| 25    | Ameshya Williams-Holliday | Pivot    | États-Unis  | Liberty de New York                   | Jackson State |
| 26    | Maya Dodson               | Ailière  | États-Unis  | Fever de l'Indiana                    | Notre Dame    |
| 27    | Amy Atwell                | Ailière  | Australie   | Dream d'Atlanta                       | Hawaï         |
| 28    | Hannah Sjerven (en)       | Pivot    | États-Unis  | Sparks de Los Angeles (via les Wings) | South Dakota  |
| 29    | Sika Koné                 | Pivot    | Mali        | Liberty de New York (via les Mystics) | Canarias      |
| 30    | Jasmine Dickey (en)       | Meneuse  | États-Unis  | Sun du Connecticut                    | Delaware      |
| 31    | Jazz Bond                 | Ailière  | États-Unis  | Wings de Dallas (via le Sky)          | North Florida |
| 32    | Macee Williams            | Ailière  | États-Unis  | Mercury de Phoenix                    | IUPUI (en)    |
| 33    | Jade Melbourne            | Meneuse  | Australie   | Fever de l'Indiana (via le Lynx)      | Capitals      |
| 34    | Ali Patberg               | Meneuse  | États-Unis  | Sparks de Los Angeles                 | Indiana       |
| 35    | Faustine Aifuwa           | Pivot    | États-Unis  | Storm de Seattle                      | LSU           |
| 36    | Kiara Smith               | Meneuse  | États-Unis  | Aces de Las Vegas                     | Floride       |